# Buroz
Buroz est l'une des vingt-et-une municipalités de l'État de Miranda au Venezuela. Son chef-lieu est Mamporal. En 2011, la population s'élève à 27 515 habitants.

## Étymologie
La municipalité est nommée en l'honneur de l'héroïne de la Guerre d'indépendance du Venezuela Eulalia Buroz, de son vrai nom Eulalia Ramos de Chamberlain (1796-1817).

## Géographie

### Subdivisions
La municipalité est constituée d'une seule paroisse civile avec, à sa tête, sa capitale (entre parenthèses) :
- Mamporal (Mamporal).